# معبر بنقردان - رأس جدير
معبر بنقردان - رأس جدير  هو معبر حدودي يقع بين الحدود التونسية الليبية وتحديدا في مدينتي بنقردان في تونس ورأس جدير في ليبيا، ويستعمل المعبر لتبادل السلع وتنقل الأفراد.

يعتبر هذا المعبر أهم معبر حدودي في تونس وليبيا.

## الموقع الجغرافي
في تونس، يقع المعبر على بعد 32 كيلومترا عن مدينة بنقردان، و590 كيلومترا جنوب تونس العاصمة.

في ليبيا، رأس جدير هو اسم المنطقة التي يقع فيها المعبر، بينما يبعد هذا الأخير 60 كيلومترا عن مدينة زوارة و175 كيلومترا عن طرابلس العاصمة.

## الإدارات
من الجهة التونسية، يوجد عدة فروع لعدة إدارات تونسية وهي: 

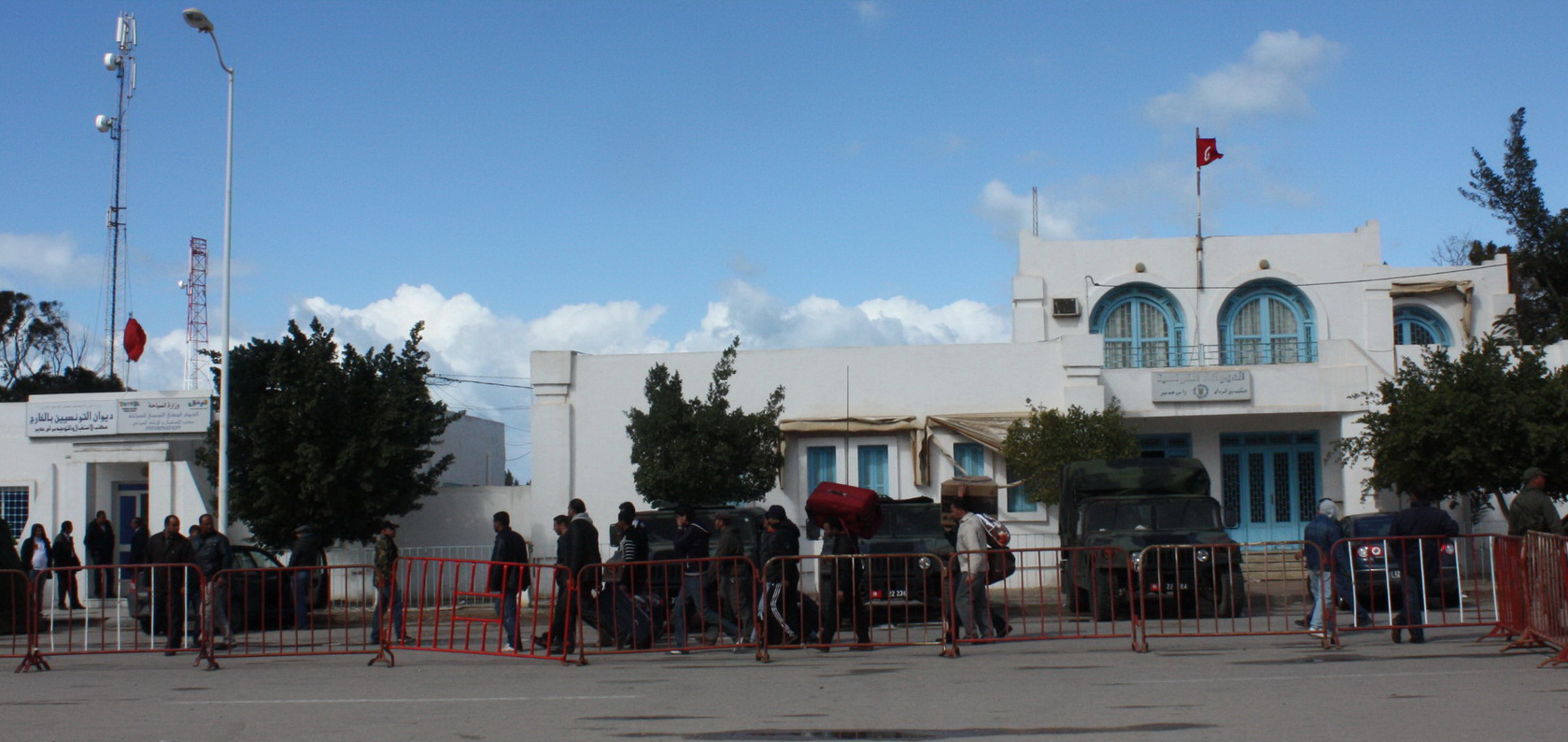
منظر لعربات الجيش الوطني التونسي متمركزة أمام فروع لإدارات تونسية في المعبر، وذلك أثناء أزمة اللاجئين أثناء ثورة 17 فبراير في 2011.

- الديوانة التونسية
- الشرطة التونسية
- الحماية المدنية التونسية
- البريد التونسي
- ديوان التونسيين بالخارج
- الديوان الوطني التونسي للسياحة
- الشركة التونسية للتأمين (STAR)
- وحدة المراقبة الصحية بالحدود

## مقالات ذات صلة
- معبر ذهيبة - وازن
- الحدود التونسية الليبية